# École supérieure des agricultures
 (août 2022).
Pour les articles homonymes, voir ESA.
L'École supérieure des agricultures (ESA) est une école d'ingénieur française créée à Angers en 1898. Elle dispose d'un campus à Angers ainsi qu'à Guyancourt, en Île-de-France. Elle vise à former des ingénieurs ayant vocation à accompagner les entreprises des secteurs agricole et agroalimentaire dans leurs transitions agroécologique, alimentaire et environnementale.

## Historique
L’école est créée à Angers en 1898 en vue d'enrayer l’exode rural vers les grands centres universitaires déjà existant, tout en proposant des formations de haut niveau à destination des jeunes de l'espace rural. L'école est mise en place une vingtaine d’années après que les modalités de constitution des établissements supérieurs privés aient été précisées par la loi en 1875. La Compagnie de Jésus y prend une part active avec le père Ernest Vétillart qui présente devant la commission d’enseignement des agriculteurs de France, un projet d’organisation de l’enseignement supérieur agricole à l’Université catholique d’Angers. Avec l’appui des syndicats professionnels, l’« École supérieure d’agriculture et de viticulture » ouvre, en 1899, avec six élèves. Les études, prévues sur une durée de quatre ans, comportent deux années de formation scientifique et deux années d’enseignement agronomique.
Dès les années 1950, les diplômes de fin d'étude délivrés par l'ESA sont reconnus équivalents à ceux d'ingénieur agricole. La reconnaissance formelle par l'État intervient en juin 1964, par arrêté.
L’ESA comprend aujourd'hui plus de 200 salariés, dont 110 enseignants et enseignants chercheurs et est présente sur deux campus, Angers et Guyancourt, près de Paris.
Elle accueille plus de 2 800 étudiants, du BTS au doctorat, et elle est habilitée à décerner un titre d'ingénieur agronome par CTI (commission des titres d'ingénieur) ayant le label Eur-Ace.

## Formations
L'école propose différentes formations : ingénieur agronome, brevet de technicien supérieur, bachelors, licences professionnelles, masters, EED (European Engineer Degree)[Quoi ?] et formation Agricadre.

### BTS
Voici la liste des BTS proposés au sein de l'école : 
- BTS Agronomie et cultures durables (ACD)
- BTS Aménagements paysagers (AP)
- BTS Analyse, conduite et stratégie de l’entreprise agricole (ACSE)
- BTS Métiers du végétal : alimentation, ornement et environnement (ex : Production horticole)
- BTS Productions animales (PA)
- BTS Technico-commercial (TC)

### Licence pro
Voici la liste des licences proposées au sein de l'école : 
- Licence pro Agronomie (productions végétales)
- Licence pro Aménagements paysagers
- Licence pro Management des activités commerciales (MAC)
- Licence pro Management de l’entreprise agricole (MEA)
- Licence pro Marketing et commerce international des vins de terroir (MVT)
- Licence pro Productions animales – Métiers du conseil en élevage (PA)
- Licence pro Valoriser et commercialiser des produits alimentaires locaux

### Bachelor
Le bachelor Agroécologie et systèmes alimentaires forme des experts pour accompagner les entreprises agricoles dans leur transition agroécologique.

### Agricadre
Cette formation accessible après un bac +2 forme des responsables en commerce et gestion pour l’agriculture et l’agroalimentaire.

### Master
Deux masters sont proposés par l'ESA :
- Master Food Identity (DNM)
- Master vin, vigne et gestion du terroir (Vintage)

## Recherche
L'ESA possède cinq unités de recherches : 
- Légumineuses, écophysiologie végétale, agroécologie (LEVA)
- Unité de recherche sur les systèmes d’élevage (URSE)
- Biodiversité, agroécologie et aménagement du paysage (BAGAP)
- Groupe de recherche en agroalimentaire sur les produits et les procédés (GRAPPE)
- Laboratoire de recherche en sciences sociales (LARESS)

## Personnalités liées
- Louis Armand Joseph de Maillé de La Tour-Landry (1830-1907), 4e duc de Plaisance, ancien président de l'école.
- Alfred Foreau (1884-1956), jésuite, deuxième directeur de l'école et cofondateur de la JAC.
- François-Henri de Virieu, marquis de Virieu, (1931-1997), journaliste français, ancien élève de l'ESA